# Lao People's Liberation Army Air Force
La Lao People's Liberation Army Air Force, dizione internazionalmente nota in lingua inglese e conosciuta anche con la sigla LPLAAF, è l'attuale componente aerea dell'esercito del Laos, quest'ultimo parte integrante, assieme alla marina militare, delle forze armate del Laos.
Istituita dopo il rovesciamento del precedente governo laotiano, sostituisce la precedente Royal Lao Air Force (RLAF), a quel tempo forza armata indipendente.

## Aeromobili in uso
Sezione aggiornata annualmente in base al World Air Force di Flightglobal del corrente anno. Tale dossier non contempla UAV, aerei da trasporto VIP ed eventuali incidenti accorsi durante l'anno della sua pubblicazione. Modifiche giornaliere o mensili che potrebbero portare a discordanze nel tipo di modelli in servizio e nel loro numero rispetto a WAF, vengono apportate in base a siti specializzati, periodici mensili e bimestrali. Tali modifiche vengono apportate onde rendere quanto più aggiornata la tabella.
| Aeromobile              | Origine       | Tipo                                                    | Versione (denominazione locale) | In servizio (2024) | Note | Immagine          |
| Aerei da trasporto      |               |                                                         |                                 |                    | |                   |
| Antonov An-26 Curl      | Ucraina       | aereo da trasporto passeggeri                           | An-26                           | 1                  | 6 An-26 consegnati a partire dal 1978. |                   |
| Xian MA60               | Cina          | aereo da trasporto passeggeri                           | MA60                            | 1                  | 1 MA60 consegnato. | su airliners.net. |
| Aerei da addestramento  |               |                                                         |                                 |                    | |                   |
| Yakovlev Yak-130 Mitten | Russia        | aereo da addestramento avanzato aereo d'attacco leggero | Yak-130                         | 3                  | Un ordine per sei-dieci aerei (con un fabbisogno di circa 20), ha visto la consegna di soli 4 Yak-130 nel dicembre del 2018. Un esemplare è stato perso in un incidente il 4 ottobre 2024. |                   |
| Hongdu K-8 Karakorum    | Cina Pakistan | Aereo da addestramento                                  | K-8                             | 4                  | 4 K-8 ricevuti a gennaio 2024. |                   |
| Elicotteri              |               |                                                         |                                 |                    | |                   |
| Kamov Ka-32 Helix       | Russia        | elicottero da trasporto                                 | Ka-32T                          | 2                  | 6 Ka-32T consegnati. |                   |
| Mil Mi-17 Hip           | Russia        | elicottero da trasporto pesante                         | Mi-17-1B                        | 4                  | 17 esemplari consegnati, gran parte dei quali non in condizioni di volare. 4 esemplari sono stati riportati in condizioni di volo a luglio 2018 dalla società statale russa Rostec.        |                   |
| Bell UH-1 Iroquois      | Stati Uniti   | elicottero d'attacco leggero                            | UH-1H                           | 4                  | 4 UH-1H consegnati. |                   |
| Harbin Z-9 Haitun       | Cina          | elicottero utility                                      | Z-9A                            | 4                  | 6 consegnati. | su airliners.net. |

## Aeromobili ritirati
- Antonov An-74TK Coaler - 2 esemplari (1998-?)[4]
- Antonov An-32 Cline - 2 esemplari (?-1998)[4]
- Antonov An-24RV Coke - 6 esemplari (1977-?)[4]
- Antonov An-2 Colt - 10 esemplari (1977-?)[4]
- Curtiss C-46D Commando - 1 esemplare (1975-?)[4]
- Douglas C-47 Skytrain - 20 esemplari (1969-?)[4]
- Cessna O-41B Mescalero - 10 esemplari (1969-?)[4]
- Cessna O-1F Bird Dog - 15 esemplari (1969-?)[4]
- Yakovlev Yak-18 Max - 8 esemplari[3]